# باول إل. جيل
باول إل. جيل (بالإنجليزية: Paul L. Gill)‏ هو رسام أمريكي، ولد في 1894، وتوفي في 1938.